# Celia Cruz
Úrsula Hilaria Celia de la Caridad Cruz Alfonso, més coneguda com a Celia Cruz (l'Havana, Cuba, 21 d'octubre de 1925 - Fort Lee, Nova Jersey, EUA, 16 de juliol de 2003), va ser una de les cantants de salsa més famoses, i va obtenir 23 discos d'or. Internacionalment se la coneixia com "La reina de la salsa" i "La guarachera de Cuba".

## Biografia

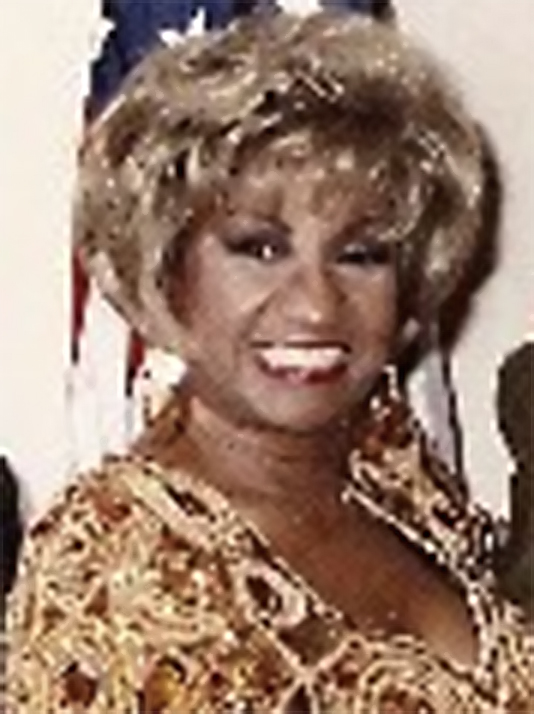
Celia Cruz el 1992 a Miami

El desig del pare de Celia era que ella fos professora de castellà però un dels professors de Celia va dir-li a la cantant que, si es feia professional de l'espectacle (Celia ja havia començat a cantar com a afeccionada), podria guanyar en un dia els diners que un professor guanyava en un mes. L'any 1948 Celia Cruz va enregistrar el seu primer disc.
El 1950 va entrar a formar part de la coneguda orquestra cubana Sonora Matancera i hi va actuar durant 15 anys fent gires per Amèrica del Sud. En aquesta època va fer la seva popular exclamació musical: Azúcar!, que era una evocació de la seva Cuba natal.
Va deixar definitivament Cuba el 1960 poc després de la victòria de la Revolució Cubana de Fidel Castro i ja mai més va poder tornar-hi. Ella i el seu marit, Pedro Knight (amb qui no tingué fills), van adoptar la ciutadania estatunidenca. Políticament era anticomunista. Gran part de la seva vida la passà als Estats Units, a New Jersey, i també a altres països sud-americans.
A partir de 1966 va treballar amb Tito Puente, amb qui va gravar cinc àlbums. El 1974, va gravar un disc amb Johnny Pacheco (Celia & Johnny) que va tenir molt d'èxit. A partir de llavors va unir-se a la Fania All-Stars, formada per artistes del segell Fania, amb els quals va actuar per tot el món.
Durant els anys 80, va realitzar diverses gires en solitari per Europa i Sud-amèrica. El 1989, va guanyar el seu primer Premi Grammy pel disc que va gravar amb Ray Barretto. Més endavant va gravar un àlbum d'aniversari amb la Sonora Matancera.
El 1998 va llançar el disc Mi vida es cantar on interpretava La vida es un carnaval, que es va convertir en un dels seus temes més representatius.
L'any 2000 guanyà un Grammy Latino per l'àlbum Celia and Friends. El 2001 en guanyà un altre per Siempre Viviré i el 2002, per La Negra Tiene Tumbao.
Després de la seva mort el 2003, encara va rebre diversos premis pel seu àlbum pòstum Regalo Del Alma.

## Discografia
| - 2003 Homenaje a Beny Moré - 2003 Celia & Johnny - 2003 Dios Disfrute a la Reina - 2003 Son Boleros, Boleros Son - 2003 Reina de la Música Cubana - 2003 Regalo del Alma - 2003 Más Grande Historia Jamás Cantada - 2003 Estrellas de la Sonora Matancera - 2003 Celia in the House: Classic Hits Remixed - 2003 Carnaval de la Vida - 2003 Candela Pura - 2002 Unrepeatable - 2002 Hits Mix - 2001 La Negra Tiene Tumbao - 2000 Siempre Viviré - 2000 Salsa - 2000 Habanera - 2000 Celia Cruz and Friends: A Night of Salsa - 1999 En Vivo Radio Progreso, Vol. 3 - 1999 En Vivo Radio Progreso, Vol. 2 - 1999 En Vivo Radio Progreso, Vol. 1 - 1999 En Vivo C.M.Q., Vol. 5 - 1999 En Vivo C.M.Q., Vol. 4 - 1998 Mi Vida Es Cantar | - 1998 Afro-Cubana - 1997 También Boleros - 1997 Duets - 1997 Cambiando Ritmos - 1996 Celia Cruz Delta - 1995 Irresistible - 1995 Festejando Navidad - 1995 Double Dynamite - 1995 Cuba's Queen of Rhythm - 1994 Merengue Saludos Amigos - 1994 Mambo del Amor - 1994 Irrepetible - 1994 Homenaje a Los Santos - 1994 Guaracheras de La Guaracha - 1993 Introducing - 1993 Homenaje a Beny Moré, Vol. 3 - 1993 Boleros Polydor - 1993 Azucar Negra - 1992 Verdadera Historia - 1992 Tributo a Ismael Rivera - 1991 Reina del Ritmo Cubano - 1991 Canta Celia Cruz - 1990 Guarachera del Mundo - 1988 Ritmo en el Corazón - 1987 Winners - 1986 De Nuevo | - 1986 Candela - 1983 Tremendo Trío - 1982 Feliz Encuentro - 1981 Celia & Willie - 1980 Celia/Johnny/Pete - 1977 Only They Could Have Made This Album - 1976 Recordando El Ayer - 1975 Tremendo Caché - 1974 Celia & Johnny - 1971 Celia Y Tito Puente en España - 1970 Etc. Etc. Etc. - 1969 Quimbo Quimbumbia - 1968 Serenata Guajira - 1968 Excitante - 1967 A Ti México - 1967 Bravo Celia Cruz - 1966 Son con Guaguancó - 1966 Cuba Y Puerto Rico Son - 1965 Sabor y Ritmo de Pueblos - 1965 Canciones Premiadas - 1959 Mi Diario Musical - 1958 Incomparable Celia |

## Premis Grammy
| Premis Grammy         |                                 |                                        |
| 1990                  | Best Tropical Latin Performance | Ritmo En El Corazon                    |
| 2003                  | Best Salsa Album                | La Negra Tiene Tumbao                  |
| 2003                  | Best Salsa/Merengue Album       | Regalo Del Alma                        |
| Premis Grammy Llatins |                                 |                                        |
| 2000                  | Best Salsa Performance          | Celia Cruz i friends: A Night Of Salsa |
| 2001                  | Best Tropical Traditional Album | Siempre Viviré                         |
| 2002                  | Best Salsa Album                | La Negra Tiene Tumbao                  |
| 2004                  | Best Salsa Album                | Regalo Del Alma                        |